# Ocimum kilimandscharicum
La albahaca perenne (Ocimum kilimandscharicum) es una especie de planta perenne de la familia Lamiaceae. Originaria de África Oriental, esta planta es ampliamente cultivada por sus hojas aromáticas, utilizadas tanto en la cocina como en la medicina tradicional.

## Descripción
La albahaca perenne es una planta herbácea que puede alcanzar una altura de aproximadamente un metro. Posee tallos erguidos y ramificados, así como hojas opuestas de forma ovalada, que miden entre 5 y 8 cm de largo.
Una característica notable de la albahaca perenne es el intenso color púrpura de sus hojas jóvenes, que luego se tornan verdes. Este color se debe a la presencia de un pigmento llamado antocianina, que confiere a la planta esta tonalidad característica. Las hojas púrpuras aportan un toque de originalidad y belleza en el jardín, creando un contraste llamativo con el follaje verde de otras plantas. Estas hojas desprenden un fuerte aroma alcanforado cuando se frotan.
Las flores se agrupan en racimos compactos y son de color blanco o lila pálido.

## Cultivo
La albahaca perenne es una planta relativamente fácil de cultivar. Prefiere un suelo bien drenado, rico en materia orgánica y una exposición soleada. Esta planta es sensible al frío (aunque menos que la albahaca romana) y puede ser cultivada como planta anual en regiones con inviernos rigurosos. En regiones más cálidas, puede ser cultivada como una planta perenne. La multiplicación puede realizarse por semillas o mediante esquejes.

## Usos
La albahaca perenne se cultiva principalmente por sus hojas aromáticas. Estas hojas desprenden un sabor intenso, que recuerda al de la albahaca común (Ocimum basilicum), pero con notas más especiadas. Se utilizan con frecuencia en la cocina para aromatizar platos, especialmente ensaladas, sopas, salsas y platos a base de carne o pescado. Las hojas frescas también pueden usarse para preparar infusiones o tisanas.
Además de su uso culinario, la albahaca perenne también tiene propiedades medicinales. Es conocida por sus propiedades antioxidantes, antimicrobianas y antiinflamatorias. En algunas culturas, se utiliza para aliviar dolores estomacales, trastornos digestivos y dolores articulares. Sin embargo, es importante señalar que la información sobre las propiedades medicinales de la albahaca perenne se basa principalmente en conocimientos tradicionales y requiere investigaciones científicas adicionales para ser confirmada.

## Interés melífero
Además de su belleza visual, la albahaca perenne presenta un importante interés melífero. Las flores de la planta son ricas en néctar, atrayendo así a las abejas y otros insectos polinizadores. Esto la convierte en una planta valiosa en los jardines ecológicos y en áreas favorables para la apicultura. Además, el néctar de las flores puede ser utilizado por las abejas para producir una miel de sabor delicado y sutil.

## Sistemática
El nombre completo y correcto (con autor) de este taxón es Ocimum kilimandscharicum Baker ex Gürke, 1895.